# Physcomitrium serratum
Physcomitrium serratum là một loài Rêu trong họ Funariaceae. Loài này được (Hook. & Wilson) Sull. mô tả khoa học đầu tiên năm 1847.